# 熊谷真里
熊谷 真里（くまがい まり、2003年2月8日 - ）は、日本のファッションモデル。愛知県出身。ニチエンプロダクション所属。

## 略歴
2016年、子供服ブランド「ジュエルナ」のモデルが募集され、熊谷を含む7名が「第3期ジュエルナガール」として選出された。カタログモデル、動画配信番組『ハラ塾メイト』への出演などを務めた。
2017年、「JUNON」による女性スター発掘コンテスト「第4回 JUNON produce Girls CONTEST」に応募し、ベスト30名まで駒を進めた。
モデル・芸能事務所から勧誘される機会も多かったが、2018年4月1日より「ニチエンプロダクション」へ所属となる。
Popteen専属モデル昇格をかけたリアリティーショーの第二弾、『第2次Popteenカバーガール戦争』（通称、第2次ポプ戦）が、AbemaTVで製作され、書類選考を通過した熊谷は、「100人オーディション」に参加する。30秒アピール、誌面を想定した写真撮影などを経て、最終審査12名に残った。面接による選考5名に漏れるが、ジャンケンによる敗者復活戦を制し、「第2次ポプ戦」新メンバー最後の枠を得る。「第2次ポプ戦」では、レギュラーモデルから選抜された6名と新メンバー6名の計12名が、専属モデルの座を争った。最終回では、誌面アンケート、公式サイトでの動画再生数その他による総合得点上位3名の専属モデル昇格が決まり、熊谷は、この選に漏れた。
2019年8月1日開催の「Popteen#真夏のティーンズフェス2019」で、Popteenレギュラーモデルとなることが発表される。
『第3次Popteenカバーガール戦争』が、AbemaTVで製作され、熊谷を含むレギュラーモデル6名は、新メンバーとともに専属モデルの座を競った。中間総選挙は、上位3名に入り、特典として渋谷の街頭ビジョンで流される番組PR動画に出演した。最終回で総合得点5位の熊谷は、専属モデル昇格が叶わなかった。
Popteen2021年1月号、2月号での「国民投票」にて「JK3で専属モデルに昇格すべきモデル」、「レギュラーモデルで専属モデルに昇格すべきモデル」の両項目で1位を獲得した。
その成果が認められ2021年3月31日開催の「"POP愛"全集中祭」で、Popteen専属モデル昇格が発表される
2021年Popteen5月号にて専属になってからの初表紙を飾る。
同年6月号では新専属モデル3人で100質も獲得。
さらに同号でAvailのオリジナルブランドCHiP CLiP のイメージモデルを務めた。
AbemaTVの恋愛リアリティーショー番組『恋する 週末ホームステイ 2019・夏「秘密」』へ名古屋女子メンバーとして参加する、オンライン朗読劇『葉桜と魔笛』へ出演するなど、
モデル以外の活動も広がりを見せている。
2024年2月末でPopteen卒業を発表

## 人物
- 3歳よりピアノの演奏を習う[9]。中学校では、卒業式の校歌斉唱でピアノ伴奏をした[28]。
- 2019年3月の「Popteen全力祭」を観覧する[29]。入場前には、生まれて初めて新大久保を訪れ、砂糖にまみれながらチーズハットグを頬張った[30]。
- 名古屋市文化振興事業団、愛知芸術文化協会および藤田麻衣子による「きみのあした♪プロジェクト」のなかで、『きみのあした』ミュージックビデオが製作され、熊谷は、名古屋に縁のある人物の一人として同ミュージックビデオに出演した[31][32][33]。
- ウーパールーパーをモチーフとした小物を集めている[34]。
- クッキー、マカロンを多量に焼き、食すことを好む[35]。
- とてもファン想い。

## 出演

### ネット番組
- 第2次Popteenカバーガール戦争（2019年4月12日 - 2019年7月19日、AbemaTV）[12][36][15]
- 第3次Popteenカバーガール戦争（2019年10月4日 - 2020年1月17日、AbemaTV）[37][20]
- 恋する♥週末ホームステイ（2019年、AbemaTV） 2019・夏「秘密」篇[23][24]

### 朗読劇
- 葉桜と魔笛（演出・構成：神村友征、2021年1月、「らんくう」レーベルでの配信）[25]

## 書籍

### 雑誌
- Popteen増刊 Popteenカバーガール戦争公式攻略本（2019年9月号、角川春樹事務所）[38]
- Popteen（2021年5月号 - 、角川春樹事務所）専属モデル[22][39]